# Servants of Sorcery
Servants of Sorcery är ett studioalbum av det norska black metal-bandet Fimbulwinter (band). Albumet lanserades av skivbolaget Hot Records 1994.

## Låtlista
1. "Intro" – 1:05
2. "When The Fire Leaps From The Ash Mountain" – 6:04
3. "Servants of Sorcery" – 6:54
4. "Black Metal Storm" – 3:12
5. "Morbid Tales" (Celtic Frost-cover) – 3:39
6. "Fimbulwinter Sacrifice" – 7:44
7. "Roaring Hellfire" – 7:34

- Alla låter skrivna av Fimbulwinter utan spår 5 (intro av Shagrath).

## Medverkande
Musiker (Fimbulwinter-medlemmar)
- Shagrath (Stian Tomt Thoresen) – sologitarr, trummor
- Necronos – rytmgitarr, sång
- Skoll (Hugh Stephen James Mingay) – basgitarr

Bidragande musiker
- Per Morten (Per Morten Bergseth aka Orbweaver) – trummor

Produktion
- egoLego – omslagskonst